# Cena zakupu
Cena zakupu – cena płacona przez nabywcę za zakupione towary, jest pomniejszona o podatek od towarów i usług oraz o podatek akcyzowy, w przypadku importu powiększona o należne cło, podatek akcyzowy, opłaty celne i obniżona o rabaty, opusty, inne podobne zmniejszenia i odzyski. 
Cena zakupu, to cena, po której nabywający dokonuje kupna - płatność za zakupione aktywa bez podatku od towaru i usług. Jest ceną sprzedaży sprzedającego –  należna sprzedającemu bez podlegającego odliczeniu VAT, a w przypadku importu powiększoną o obciążenia o charakterze publicznoprawnym.

## Przykład
Firma XYZ zakupiła towary od wybranego sprzedawcy i otrzymała fakturę za złożone zamówienie (z wyszczególnionymi pozycjami związanymi z wartością netto towarów i wliczonymi do nich kosztami opakowania, transportu i ubezpieczenia transportu). Kwota netto towarów wyniosła 3 500 zł, a reszta kosztów dodatkowych bezpośrednio związanych z zakupem wyniosła 500 zł.
```
Cena zakupu, to kwota netto nabytych towarów, a więc 3 500 zł (bez doliczonych kosztów, związanych z zakupem). Podaną kwotę netto płaci nabywca (bez wliczonego podatku VAT).
```